# Stereo total

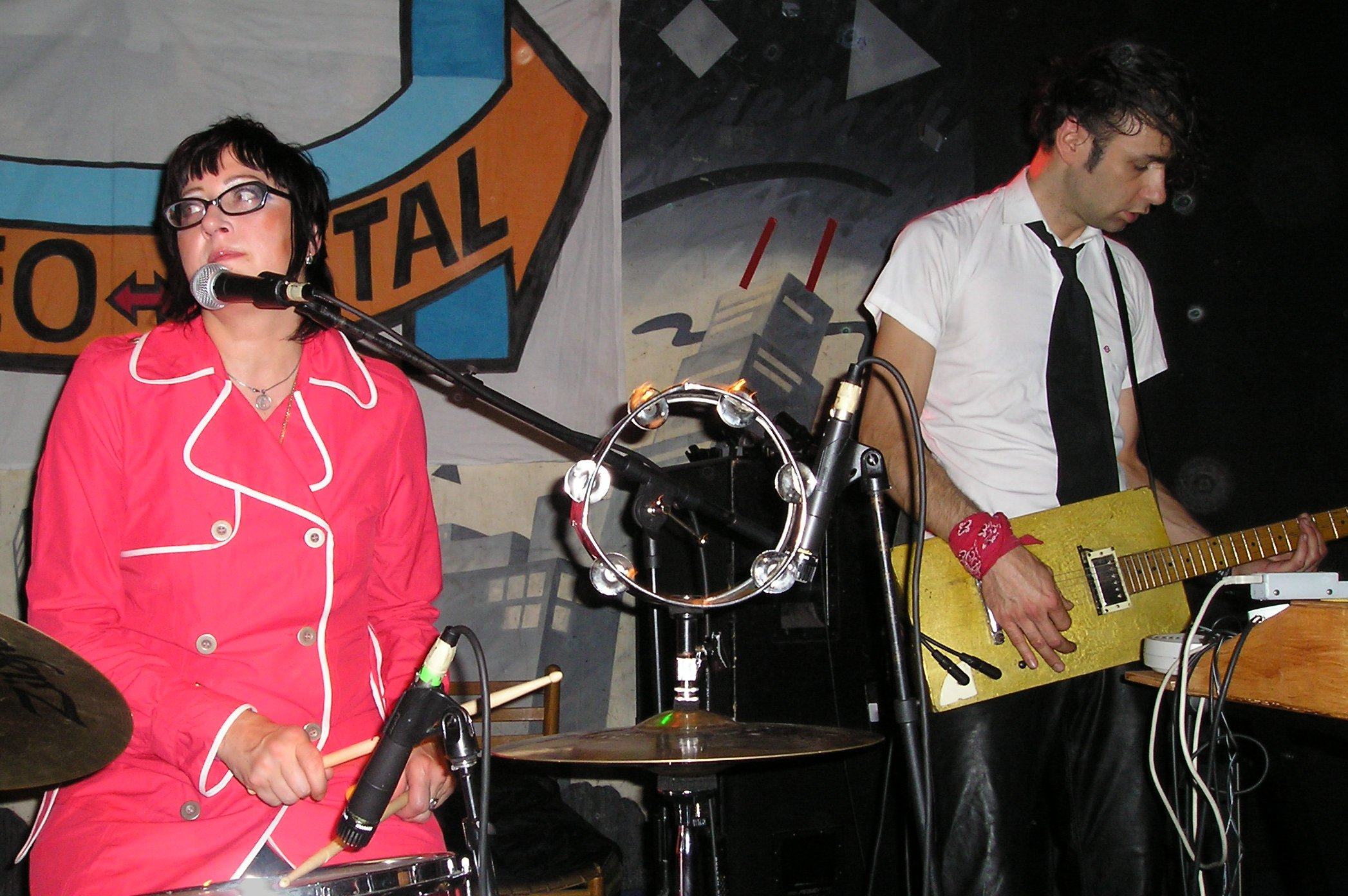
Stereo Total, 2005

Stereo Total fue un ecléctico dúo franco-alemán de electro punk pop con base en Berlín, formado por Françoise Cactus y Brezel Göring a principio de los noventa. 
La banda autodefine su sonido como un 40% de Yéyétronic, 20% de Rock and Roll, 10% de Punk Rock, 3% de efectos electrónicos, 4% de beat francés sesentero, 7% de diletantismo, 1,5% de cosmonautas, 10% de viejos sintetizadores, 10% de sampleo de 8-bit Amiga, 10% de amplificación a transistores, 1% de instrumentos muy caros y avanzados y -.5% de matemáticas. A lo largo de sus ocho discos han demostrado ser una banda políglota, componiendo canciones en inglés, francés, alemán, japonés, español y turco. 
Siendo uno de sus grandes éxitos J'aime l'amour a trois.
En 2002 la banda firma con Kill Rock Stars, que reedita su discografía completa y lanza en 2005 Do the Bambi y Paris-Berlin en 2007. 
En 2009 publicaron su primer álbum íntegramente en castellano, al que titularon No controles. Publicado por la discográfica española Elefant Records, salió a la venta el 16 de noviembre.
El 17 de febrero de 2021 fallece su vocalista y fundadora Françoise Cactus.

## Discografía
- 1995: Oh Ah!.
- 1997: Monokini.
- 1998: Juke-Box Alarm.
- 1999: My Melody.
- 2001: Musique Automatique.
- 2005: Do the Bambi!.
- 2006: Discothèque.
- 2007: Paris-Berlin.
- 2009: No controles (Elefant).[1]

1. "No controles" (Olé Olé).
2. "Amo amor a tres" (Stereo Total).
3. "Voy a ser mamá" (Almodóvar y McNamara).
4. "Todo el mundo en la discoteca" (Stereo Total).
5. "Bailamos en cuadrado" (Stereo Total).
6. "El chico de anoche" (The Lolitas).
7. "Plástico" (Stereo Total).
8. "Más menos cero" (Stereo Total).
9. "Bonito por atrás" (Stereo Total).
10. "Lolita Fantôme" (Stereo Total).
11. "Holiday Inn" (Stereo Total).
12. "Tócame" (The Lolitas).
13. "Complejo con el sexo" (Stereo Total).
14. "Miau miau (gato salvaje)" (Stereo Total).
15. "C'est fini" (La Casa Azul).

- 2010: Baby Ouh! (con una reanudación de la canción "Barbe à papa" de Brigitte Fontaine).
- 2012: Cactus Vs Brezel
- 2015: Yéyé Existentialiste